# Бронзарт фон Шеллендорф, Вальтер
Вальтер Франц Георг Бронзарт фон Шеллендорф (нем. Walther Franz Georg Bronsart von Schellendorff ; 21 декабря 1833, Данциг — 13 декабря 1914, Гюстров, Мекленбург-Передняя Померания) — немецкий военачальник и государственный деятель. Прусский генерал от инфантерии. Генерал-адъютант кайзера Вильгельма II. Военный министр Пруссии (1893—1896).

## Биография
Представитель старинного прусского дворянского рода Бронзарт фон Шеллендорф. Сын генерал-интенданта прусской армии Генриха, брат композитора Ганса Бронзарта фон Шеллендорфа и генерала от инфантерии, военного министра Пауля Бронзарта фон Шеллендорфа.
Первоначальное образование получил в кадетском корпусе и в 1851 году поступил в 1-й пехотный полк. В  1852 году получил звание младшего лейтенанта. В 1855-1858 годах обучался в Общем военном училище. В 1859 году он был назначен адъютантом Главного командования 1-го армейского корпуса. В 1860 году он поступил на работу в топографический отдел Генерального штаба и окончательно был переведен в Генеральный штаб капитаном в 1862 году.
Во время немецко-датской войны в 1864 году Бронсарт фон Шеллендорф принял участие в осаде Дюппелер-Шанцена. Во время австро-прусско-итальянской войны 1866 года находился в в ставке короля Пруссии.
Получив звание майора, он стал офицером генерального штаба 17-й дивизии в Киле. В 1869 году он был назначен командиром батальона 87-го пехотного полка в Майнце.
Во время Франко-Прусской войны 1870—1871 годов Шеллендорф был начальником штаба 9-го Армейского корпуса под командованием генерала Альбрехта Густава фон Манштейна. После войны возглавил штаб 13-го армейского корпуса. В этой должности 1873 году ему было присвоено звание полковника.
В 1875 году Бронсарт фон Шеллендорф был назначен командиром 89-го пехотного полка в Шверине. В 1879 году был назначен командиром 34-й пехотной бригады, а в 1880 году — произведён в генерал-майоры. 
В 1881 году был переведен в 10-й армейский корпус в Ганновере в качестве начальника генерального штаба. В 1884 году он стал генерал-лейтенантом и назначен командиром 17-й пехотной дивизии. В 1888 году  — назначен командующим 3-го армейского корпуса, в 1889 году получил звание генерала от инфантерии. С 1890 был командиром X-го армейского корпуса. В 1893 году получил звание À la suite 89-го пехотного полка. 
Чтобы иметь возможность заботиться о своей больной жене, он неоднократно просил отстранить его от должности. Эта просьба была удовлетворена в 1892 году, при этом он остался в списке действующих генералов. Он переехал в поместье Мариенхоф недалеко от Кракова-ам-Зее, которым он владел с 1876 года.
Осенью 1893 года был назначен главой военного министерства королевства Пруссия. В этой роли он защищал армию от нападок социал-демократов и разработал проект реформирования военного уголовного процесса, как того требовал Рейхстаг. Из-за разногласий с военным кабинетом он подал в отставку 14 августа 1896 года.
Бронсарт фон Шеллендорф умер в 1914 году в своем поместье Мариенхоф в районе Гюстров. Он также был владельцем имений  Грос- и Кляйн-Тессин.

## Награды
Королевства Пруссия:
- Крест за выслугу лет[нем.]
- Орден Красного орла 4-го класса с мечами (1864)
- Орден Короны 4-го класса с мечами (20 сентября 1866)[3]
- Железный крест 1-го и 2-го класса на чёрное ленте (1870)[4]
- Орден Красного орла 3-го класса с бантом и мечами на кольце (18 января 1875)[5]
- Орден Красного орла 2-го класса с дубовыми листьями и мечами на кольце (16 сентября 1881)[6]; звезда к ордену с дубовыми листьями и мечами на кольце (18 января 1887)[7]
- Орден Короны 1-го класса с мечами на кольце (5 мая 1888)[8]
- Орден Красного орла 1-го класса с дубовыми листьями (18 января 1889)[9]
- Орден Красного орла, большой крест с дубовыми листьями и мечами на кольце (18 января 1891)[10]
- Орден Чёрного орла (16 марта 1894); цепь ордена (1895)[11]

Государств Германской империи:
- Орден Альбрехта Медведя, большой крест (герцогство Ангальт)
- Орден «За военные заслуги», большой крест (Королевство Бавария)
- Орден Генриха Льва, большой крест с мечами (герцогство Брауншвейг)
- Орден Людвига, большой крест (великое герцогство Гессен)
- Орден Филиппа Великодушного, командорский крест 2-го класса с мечами (великое герцогство Гессен)
- Крест «За военные заслуги» (Гессен)[нем.] (великое герцогство Гессен)
- Орден Вендской короны, большой крест с короной в золоте (великие герцогства Мекленбург-Шверин и Мекленбург-Стрелиц)
- Орден Грифона большой крест (великие герцогства Мекленбург-Шверин и Мекленбург-Стрелиц)
- Крест «За военные заслуги» (Мекленбург)[нем.] 2-го класса (великое герцогство Мекленбург-Шверин)
- Орден Заслуг герцога Петра-Фридриха-Людвига, большой крест (22 июня 1891, великое герцогство Ольденбург)[12]
- Орден Рутовой короны (королевство Саксония)
- Орден Вюртембергской короны, командорский крест с мечами (королевство Вюртемберг)
- Орден Вюртембергской короны, большой крест с мечами (1894, королевство Вюртемберг)[13]

Прочие:
- Орден Двойного дракона 1-го класса 3-й степени (империя Цин)
- Орден Спасителя, большой крест (королевство Греция)
- Королевский венгерский орден Святого Стефана, большой крест (Австро-Венгрия)
- Орден Железной короны 3-го класса (Австро-Венгрия)
- Военный орден Заслуг Святого Беннета Ависского, большой крест (королевство Португалия)
- Орден Святой Анны 1-й степени с бриллиантами (Российская империя)

## Семья
26 сентября 1863 года в Альтоне Вальтер Бронзарт фон Шеллендорф женился на Харриет Хелен Доннер (14.11.1841, Альтона — 21.09.1917, имение Мариенхоф), дочери гамбургского купца и банкира Бернхарда Доннера и его жены Хелен Шрёдер. В результате брака родилось девять детей, в том числе:
- Элизабет (3.08.1864, Берлин — ?) — писательница, замужем за генералом от инфантерии Генрихом фон Игелем[нем.] с 1895 г.
- Бернхард Бронзарт фон Шеллендорф[нем.] (1866 — 1952) — немецкий генерал-лейтенант.
- Вероника Хелен (8.09.1867, Киль — 1968) — жена Фридриха Бронзарта фон Шеллендорфа и мать ботаника Хуберты фон Бронсарт[нем.] (1892–1978).
- Вальтер Зигфрид (1871 — 1963) — прусский подполковник и кавалер ордена «Pour le Merite»; 1920/21 обвиняемый на Лейпцигском процессе
- Ганс Генрих (28.07.1874, Каннштатт — 20.12.1938, Мариенхоф) — владелец Мариенхофа и Поппельвица.
- Пауль Вольфганг Эрих (18.06.1885, Мариенхоф — 1964)